# Phan Thị Mỹ Thanh
Phan Thị Mỹ Thanh (sinh ngày 14 tháng 5 năm 1965) là một nữ chính trị gia người Việt Nam. Bà từng là đại biểu quốc hội Việt Nam khóa 14 (từ 22 tháng 5 năm 2016 đến 18 tháng 5 năm 2018) nhiệm kì 2016-2021, thuộc đoàn đại biểu quốc hội tỉnh Đồng Nai, Trưởng Đoàn đại biểu Quốc hội tỉnh Đồng Nai, Ủy viên Ủy ban Đối ngoại của Quốc hội khóa 14. Bà lần đầu trúng cử đại biểu quốc hội năm 2016 ở đơn vị bầu cử số 1, tỉnh Đồng Nai gồm có thành phố Biên Hòa và các huyện: Long Thành, Nhơn Trạch. Bà trúng cử Đại biểu Quốc hội Việt Nam khóa 14 với 713.148 phiếu, cao nhất trong toàn bộ các đại biểu ở Việt Nam trúng cử trong lần bầu cử này. Trong Đảng Cộng sản Việt Nam, bà từng là Phó bí thư Tỉnh ủy Đồng Nai.

## Xuất thân
Phan Thị Mỹ Thanh sinh ngày 14 tháng 5 năm 1965 quê quán ở phường Tân Bình, thành phố Dĩ An, tỉnh Bình Dương. Bà hiện cư trú ở Số 61, đường Cách mạng Tháng 8, phường Quyết Thắng, thành phố Biên Hòa, tỉnh Đồng Nai.

## Giáo dục
- Giáo dục phổ thông: 12/12
- Đại học Nông Lâm thành phố Hồ Chí Minh.
- Thạc sĩ Quản lý kinh tế.
- Cao cấp lí luận chính trị.

## Sự nghiệp
Bà gia nhập Đảng Cộng sản Việt Nam vào ngày 10/5/1992.
Sau đó bà công tác tại Công ty Giấy Tân Mai, Giám đốc Sở Công thương, Bí thư Huyện ủy Nhơn Trạch.
Khi lần đầu ứng cử đại biểu Quốc hội Việt Nam khóa 14 vào tháng 5 năm 2016 bà đang là Phó Bí thư Tỉnh ủy Đồng Nai, làm việc ở Tỉnh ủy Đồng Nai.
Bà đã trúng cử đại biểu quốc hội năm 2016 ở đơn vị bầu cử số 1, tỉnh Đồng Nai gồm có thành phố Biên Hòa và các huyện: Long Thành, Nhơn Trạch, được 713.148 phiếu, đạt tỷ lệ 72,12% số phiếu hợp lệ.
713.148 phiếu là số phiếu cao nhất trong toàn bộ các đại biểu ở Việt Nam trúng cử trong lần bầu cử này.
Bà nguyên là Phó Bí thư Tỉnh ủy Đồng Nai, Trưởng Đoàn đại biểu Quốc hội tỉnh Đồng Nai, Ủy viên Uỷ ban Đối ngoại của Quốc hội.
Bà từng làm việc ở Tỉnh ủy Đồng Nai.

## Kỷ luật
Tại kì họp thứ 5 diễn ra từ ngày 27 đến 30 tháng 6 năm 2017, Ủy ban Kiểm tra Trung ương Đảng Cộng sản Việt Nam đã quyết định kỉ luật bà với hình thức cảnh cáo vì bà đã vi phạm luật phòng chống tham nhũng. Cụ thể, trong thời gian giữ chức tỉnh ủy viên, Giám đốc Sở Công nghiệp tỉnh Đồng Nai (từ năm 2003 đến tháng 1 năm 2009), Bí thư Huyện ủy Nhơn Trạch, bà tham gia điều hành công ty Trách nhiệm hữu hạn Cường Hưng do chồng bà sáng lập và là chủ tịch Hội đồng thành viên. Ngoài ra, trong thời gian giữ chức vụ Ủy viên Ban thường vụ Tỉnh ủy, Phó chủ tịch Ủy ban nhân dân tỉnh Đồng Nai (từ tháng 6 năm 2011 đến tháng 9 năm 2014), bà đã ký các văn bản của ủy ban nhân dân tỉnh chấp thuận cho Công ty Cường Hưng đầu tư dự án Khu dân cư thương mại xã Phước Tân, thành phố Biên Hòa, tỉnh Đồng Nai. Bà cũng ký các văn bản của UBND tỉnh không thuộc lĩnh vực mình phụ trách để cấp phép và gia hạn cho Công ty Cường Hưng kinh doanh bến thủy, mặt bằng, vật liệu xây dựng, vi phạm quy chế làm việc của UBND tỉnh. Bà ký văn bản chấp thuận hỗ trợ kinh phí bồi thường giải phóng mặt bằng dự án BOT đường chuyên dùng cho Hợp tác xã An Phát, nhưng không thông qua tập thể UBND tỉnh, chưa báo cáo Thường trực HĐND tỉnh, vi phạm các quy định của pháp luật về đầu tư. Bà Thanh còn kê khai tài sản, thu nhập không đầy đủ, không đúng quy định của Đảng và Nhà nước là vi phạm quy định về những điều đảng viên không được làm.
Tháng 4 năm 2018, Ban Chấp hành Đảng bộ Đảng Cộng sản Việt Nam tỉnh Đồng Nai đã bỏ phiếu đề nghị khai trừ ra khỏi đảng đối với bà Phan Thị Mỹ Thanh với tỉ lệ 2/3 tán thành.
Ngày 4 tháng 5 năm 2018, Ban Bí thư Ban Chấp hành Trung ương Đảng Cộng sản Việt Nam khóa 12 (sau cuộc họp dưới sự chủ trì của Tổng bí thư Nguyễn Phú Trọng) đã quyết định cách hết tất cả các chức vụ trong nội bộ Đảng Cộng sản Việt Nam của bà Phan Thị Mỹ Thanh, đồng thời đề nghị Đảng đoàn Quốc hội chỉ đạo thực hiện các quy trình, thủ tục xem xét bãi nhiệm đại biểu quốc hội Việt Nam đối với bà Phan Thị Mỹ Thanh.

## Đại biểu Quốc hội Việt Nam khóa 14 nhiệm kì 2016-2021
Ngày 4 tháng 8 năm 2016, bà nhận được phê chuẩn của Ủy ban Thường vụ Quốc hội giữ chức vụ Trưởng Đoàn đại biểu Quốc hội tỉnh Đồng Nai khóa 14 nhiệm kì 2016-2021.
Buổi tiếp xúc cử tri của bà sau kì họp thứ hai của Quốc hội Việt Nam khóa 14 vào ngày 26 tháng 11 năm 2016 nhận được sự hài lòng của cử tri.

### Bị đề nghị bãi nhiệm đại biểu Quốc hội
Trong các buổi tiếp xúc cử tri của đoàn đại biểu Quốc hội (ĐBQH) Đồng Nai vào tháng 10 năm 2017, rất nhiều người đòi bãi nhiệm tư cách đại biểu Quốc hội (ĐBQH) đối với bà Phan Thị Mỹ Thanh - Trưởng Đoàn ĐBQH, Phó Bí thư Tỉnh ủy Đồng Nai, vì các vi phạm luật phòng chống tham nhũng, vi phạm quy định về những điều đảng viên không được làm.

### Từ chức Đại biểu Quốc hội
Ngày 7 tháng 5 năm 2018, bà Phan Thị Mỹ Thanh nộp đơn từ chức đại biểu Quốc hội lên Ban Công tác đại biểu Quốc hội Việt Nam.

### Cho thôi nhiệm vụ Đại biểu Quốc hội
Ngày 14 tháng 5 năm 2018, Ủy ban thường vụ Quốc hội Việt Nam khóa XIV đã có nghị quyết cho thôi nhiệm vụ đại biểu Quốc hội đối với bà Phan Thị Mỹ Thanh, căn cứ theo quy định của pháp luật, đề nghị của Ban Bí thư Ban Chấp hành Trung ương Đảng Cộng sản Việt Nam, ý kiến của Mặt trận Tổ quốc Việt Nam, cử tri và đơn từ chức của bà Thanh với lí do sức khỏe kém. Trước đó, bà Thanh bị Ban Bí thư đề nghị bãi nhiệm chức vụ đại biểu Quốc hội. Tuy nhiên, sau khi bà có đơn từ chức, đồng thời có sự đồng tình của đoàn đại biểu Quốc hội tỉnh Đồng Nai, ban thường vụ Ủy ban Trung ương Mặt trận Tổ quốc Việt Nam và Ủy ban Mặt trận Tổ quốc tỉnh Đồng Nai, Ban Bí thư đã thương lượng lại và đồng ý cho bà thôi nhiệm vụ đại biểu với lí do sức khỏe kém chứ không bãi nhiệm.

## Gia đình
Chồng bà tên là Đỗ Tịnh, hiện là giám đốc công ty trách nhiệm hữu hạn Cường Hưng. Hai người có một con gái. Bà là con gái của Nguyên Bí thư Tỉnh ủy Đồng Nai Phan Văn Trang.